# M4 (テレビ番組)
『M4 -Music Media Mobile Movement-』（エムフォー ミュージック・メディア・モバイル・ムーブメント）は、2008年4月3日から同年9月25日までテレビ愛知で放送されていた音楽番組・広報番組である。M∧C Sales Promotion Company の一社提供。
この項目では、その前身番組『音革命II』（おとかくめいセカンド）および『音革命FUTURE』（おとかくめいフューチャー）についても触れる。

## 概要
計3作にわたって放送された深夜の音楽番組シリーズで、2005年までテレビせとうちや中国放送などで放送された『音革命』の続編主旨のタイトルを冠している。しかし、同番組は元々テレビ愛知では放送されていなかったため、同局の放送対象エリアでは唐突にナンバリングが「II」の状態から放送されることになった。

### 音革命II
2006年4月7日から2007年6月28日まで放送された音楽番組。この当時は、レギュラー陣がゲストミュージシャンを交えながら行う音楽トークがメインで、ドン小西と西城秀樹が司会を務めていたことからファッションをテーマに絡めたトークをすることも多かった。番組はゲストミュージシャンとのトークのほか、彼らが出演するプロモーションビデオも併せて放送。収録は、当時名古屋港イタリア村の敷地内にあったサテライトスタジオで行われていた。
2006年12月、それまで9か月間レギュラーを務めてきた西城秀樹が降板し、翌2007年1月からは替わって桑名正博・ReN親子がレギュラー入りした。また、番組自体も同年4月に金曜深夜枠から木曜深夜枠へ移動。同枠で3か月放送された後、レギュラー陣を大幅に入れ替えてリニューアル。番組タイトルも『音革命FUTURE』と改められた。

### 音革命FUTURE
2007年7月5日から同年12月27日まで放送された音楽番組。それまで司会を務めてきたドン小西が降板し、替わって『音革命II』の末期でレギュラー入りした桑名正博が新たな番組の顔になった。この番組では桑名の主導の下、番組レギュラー陣とゲストミュージシャンによるセッションの音楽ライブを実施したり、音楽をテーマにした短編ドラマを放送したりするなど、音楽番組色がより強くなった。また、名古屋市内にあるライブハウス各店の情報も紹介していた。
しかし、番組はリニューアルから半年で打ち切られ、同枠は一時的に『本番で〜す!』の遅れネット枠へと切り替えられた。

### M4-Music Media Mobile Movement-
3か月間の放送休止を経た後にスタートしたこの番組では、放送内容が大幅に変更。広報番組の色彩が強くなり、音楽業界とは何の関係も無いメーカーの広報担当者が現れては自社の商品を宣伝するといった展開が多々見られるようになった。とはいえ、その他の出演者はレギュラー陣・ゲストともに音楽に携わる者たちによって構成されており、また、桑名がゲストミュージシャンとトークをするコーナーでは彼らのプロモーションビデオを流すなど、わずかに音楽番組的要素が残されている。収録は、名古屋市中区栄にあるクラブハウス・PLUS PARKで行われていた。
この番組の終了後、音革命シリーズはテレビ愛知からは撤退し、替わって系列局のTVQ九州放送で後継番組の『音革命advance』をスタートさせた。

## 放送時間
いずれも日本標準時。このほか、平日昼の時間帯に番組の再放送が行われていた。

### 音革命II
- 金曜 25:28 - 25:58 （2006年4月7日 - 2007年3月30日）
- 木曜 24:58 - 25:28 （2007年4月5日 - 2007年6月28日）

### 音革命FUTURE
- 木曜 24:58 - 25:28 （2007年7月5日 - 2007年12月27日）

### M4-Music Media Mobile Movement-
- 木曜 24:58 - 25:28 （2008年4月3日 - 2008年9月25日）

## 出演者

### 音革命II
- ドン小西
- 西城秀樹 - 2006年12月まで出演。
- 伊東友香
- 佐野瑛厘
- 桑名正博 - 2007年1月から出演。
- ReN - 2007年1月から出演。

### 音革命FUTURE
- 桑名正博
- ReN
- 大西亜里
- エリ（梅☆星）
- しょうこ（梅☆星）
- 冨家規政 - 番組内ドラマ「音楽天使」「占い探偵QW」に出演。
- 井田國彦 - 番組内ドラマ「音楽天使」「占い探偵QW」に出演。脚本・演出も兼任。
- 宗村蔵人 - 番組内ドラマ「占い探偵QW」に出演。

### M4-Music Media Mobile Movement-
- 桑名正博
- ReN
- 大西亜里
- エリ（梅☆星） - 音楽トークコーナー「梅☆星のおじゃましてごめんなさい」を担当。
- しょうこ（梅☆星） - 音楽トークコーナー「梅☆星のおじゃましてごめんなさい」を担当。
- 多田えりか - 携帯電話の最新機種宣伝コーナー「ワンセグモバイラー」を担当。
- 杉浦希絵未 - 各種商品宣伝コーナー「limited info」を担当。
- Hiroki - 各種商品宣伝コーナー「limited info」を担当。
- 稲葉寿美 - グルメ情報コーナーでリポーターを務めていた。

## スタッフ
- ナレーター - 宇野芳
- カメラ - 犬原拓也、田中庸介、今泉克章
- 音声 - 平野貴彦
- 照明 - 酒井隆行
- 編集 - 湯村哲士、村瀬真己
- CG - NITEQ
- MA - 吉川敦
- ヘアメイク - 織田梨紗子（きれいdeチュッ!）、徳永彩（きれいdeチュッ!）
- 衣装提供 - La vita!
- 構成 - 伊藤彰敏（HIRO）
- 監修 - Mr.OZ
- 企画 - HIROコーポレーション
- AP - 名嘉真友一（HIRO）
- ディレクター - 鈴木秀幸、原達志
- チーフディレクター - 野々垣よし子（Video Net）
- プロデューサー - 三木実（Video Net）、難波江孝之（テレビ愛知）
- 企画プロデューサー - 渡辺裕之（HIRO）
- 制作協力 - ワイズマネージメント
- 制作 - Video Net
- 制作著作 - テレビ愛知